# Горюнов, Пётр Михайлович
Пётр Михайлович Горюнов — советский хозяйственный, государственный и политический деятель.

## Биография
Родился в 1899 году в Кизеле. Член КПСС с 1918 года.
С 1915 года — на хозяйственной, общественной и политической работе. В 1915—1942 гг. — подручный весовщика каменноугольной копи Лазарева, конторщик станции Половинка и станции Кизел Пермской железной дороги, военнослужащий РККА, заведующий агитационно-пропагандистским, организационным отделом Азовского окружкома РКП(б), секретарь Азовского окружкома РКП(б), секретарь Ейского РК РКП(б), заведующий орготделом Шахтинского окружкома ВКП(б), инструктор Северо-Кавказского крайкома ВКП(б), студент Новочеркасского индустриального института, директор государственной районной электростанции, директор Северо-Западного района Уралэнерго, директор Пермского городского трамвая, заместитель директора Закамской ТЭЦ, заведующий орготделом Пермского обкома ВКП(б), председатель Молотовского облисполкома.
Избирался депутатом Верховного Совета СССР 1-го созыва.
Умер в Перми в 1942 году. Похоронен на Егошихинском кладбище.